# Aphelandra longiflora
Aphelandra longiflora är en akantusväxtart som först beskrevs av John Lindley, och fick sitt nu gällande namn av Profice. Aphelandra longiflora ingår i släktet Aphelandra och familjen akantusväxter. Inga underarter finns listade i Catalogue of Life.